# Gubernatorzy Surinamu
Gubernatorzy Surinamu – gubernatorzy zarządzający kolonią Surinamu a później Surinamem do uzyskania przez Surinam niepodległości w 1975 roku.
Surinam stał się holenderską kolonią w 1667 roku. W latach 1804–1816 był w rękach brytyjskich, a następnie powrócił do Holandii. W okresie 1828–1848 tworzył wraz z Antylami Holenderskimi Holenderskie Indie Zachodnie. 20 września 1948 roku Surinam stał się równouprawnioną częścią Holandii. W 1954 roku otrzymał status holenderskiego terytorium zamorskiego i autonomię. Surinam uzyskał niepodległość 25 listopada 1975 roku, a ówczesny gubernator Johan Ferrier (1910–2010) został pierwszym prezydentem kraju.  
Poniższe zestawienie przedstawia gubernatorów Surinamu w latach 1665–1975: 
| Lp. | Okres urzędowania                 | Portret lub zdjęcie | Gubernator                            | Uwagi                                                                        |
| --- | --------------------------------- | ------------------- | ------------------------------------- | ---------------------------------------------------------------------------- |
| 1.  | 1665–1667                         |                     | Maurits de Rama                       | Dowódca (niderl. Bevelhebber)                                                |
| 2.  | 1667–1669                         |                     | Abraham Krijnssen                     | Komandor (niderl. Kommandeur)                                                |
| 3.  | 1669–1671                         |                     | Philip Julius Lichtenbergh            | Gubernator (niderl. Gouverneur)                                              |
| 4.  | 1671–1677                         |                     | Pieter Versterre                      | Porucznik-Gubernator (niderl. Luitenant-Gouverneur)                          |
| 5.  | 1677                              |                     | Abel Thisso                           | Komandor (niderl. Kommandeur); p.o.                                          |
| 6.  | 1677–1678                         |                     | Tobias Adriaenssen                    | Komandor (niderl. Kommandeur)                                                |
| 7.  | 1678                              |                     | Abel Thisso                           | Komandor (niderl. Kommandeur); p.o.                                          |
| 8.  | 1678–1680                         |                     | Johannes Hensius                      | Gubernator (niderl. Gouverneur)                                              |
| 9.  | 1680                              |                     | Everhard van Hemert                   | Komandor (niderl. Kommandeur); p.o.                                          |
| 10. | 1680–1683                         |                     | Laurens Verboom                       | Komandor (niderl. Kommandeur); p.o.                                          |
| 11. | 1683–1688                         |                     | Cornelis van Aerssen van Sommelsdijck | Gubernator Generalny (niderl. Gouverneur-Generaal)                           |
| 12. | 1688–1689                         |                     | Abraham van Vredenburgh               | Komandor Gubernator Generalny (niderl. Kommandeur Gouverneur-Generaal); p.o. |
| 13. | 1689–1696                         |                     | Jan van Scharphuizen                  | Gubernator Generalny (niderl. Gouverneur-Generaal)                           |
| 14. | 1669–1707                         |                     | Paulus van der Veen                   | Gubernator Generalny (niderl. Gouverneur-Generaal)                           |
| 15. | 1707                              |                     | Wilhelm de Gruyter                    | Gubernator Generalny (niderl. Gouverneur-Generaal)                           |
| 16. | 1707–1710                         |                     | François Anthony de Raineval          | Komandor Gubernator Generalny (niderl. Kommandeur Gouverneur-Generaal); p.o. |
| 17. | 1710–1715                         |                     | Johan de Goyer                        | Gubernator Generalny (niderl. Gouverneur-Generaal)                           |
| 18. | 1715–1716                         |                     | François Anthony de Raineval          | Komandor Gubernator Generalny (niderl. Kommandeur Gouverneur-Generaal); p.o. |
| 19. | 1716–1717                         |                     | Johan Mahony                          | Gubernator Generalny (niderl. Gouverneur-Generaal)                           |
| 20. | 1717–1718                         |                     | François Anthony de Raineval          | Komandor Gubernator Generalny (niderl. Kommandeur Gouverneur-Generaal); p.o. |
| 21. | 1718–1721                         |                     | Johan Coutier                         | Gubernator Generalny (niderl. Gouverneur-Generaal)                           |
| 22. | 1721–1722                         |                     | François Anthony de Raineval          | Komandor Gubernator Generalny (niderl. Kommandeur Gouverneur-Generaal); p.o. |
| 23. | 1722–1727                         |                     | Hendrik Temminck                      | Gubernator Generalny (niderl. Gouverneur-Generaal)                           |
| 24. | 1727–1728                         |                     | Johan Bley                            | Komandor Gubernator Generalny (niderl. Kommandeur Gouverneur-Generaal); p.o. |
| 25. | 1728–1734                         |                     | Carel Emelius Henry de Cheusses       | Gubernator Generalny (niderl. Gouverneur-Generaal)                           |
| 26. | 1734                              |                     | Johan Fredrik Cornelis de Vries       | Komandor Gubernator Generalny (niderl. Kommandeur Gouverneur-Generaal); p.o. |
| 27. | 1734–1735                         |                     | Jacob Alexander Henry de Cheusses     | Gubernator Generalny (niderl. Gouverneur-Generaal)                           |
| 28. | 1735                              |                     | Johan Fredrik Cornelis de Vries       | Komandor Gubernator Generalny (niderl. Kommandeur Gouverneur-Generaal); p.o. |
| 29. | 20 czerwca 1735 – 27 grudnia 1735 |                     | Rada Policji i Sprawiedliwości Karnej |                                                                              |
| 30. | 1735–1737                         |                     | Johan de Raije van Breukelerwaard     | Gubernator Generalny (niderl. Gouverneur-Generaal)                           |
| 31. | 1737–1738                         |                     | Gerard van de Schepper                | Komandor Gubernator Generalny (niderl. Kommandeur Gouverneur-Generaal); p.o. |
| 32. | 1738–1742                         |                     | Gerard van de Schepper                | Gubernator Generalny (niderl. Gouverneur-Generaal)                           |
| 33. | 1742–1751                         |                     | Jan Jacob Mauricius                   | Gubernator Generalny (niderl. Gouverneur-Generaal)                           |
| 34. | 1751–1752                         |                     | Hendrik Ernst Baron van Spörcke       | Gubernator Generalny (niderl. Gouverneur-Generaal); p.o.                     |
| 35. | 1752–1754                         |                     | Wigbold Crommelin                     | Komandor Gubernator Generalny (niderl. Kommandeur Gouverneur-Generaal); p.o. |
| 36. | 1754–1756                         |                     | Pieter Albert van der Meer            | Gubernator Generalny (niderl. Gouverneur-Generaal)                           |
| 37. | 1756–1757                         |                     | Jan Nepveu                            | Gubernator Generalny (niderl. Gouverneur-Generaal); p.o.                     |
| 38. | 1757                              |                     | Wigbold Crommelin                     | Gubernator Generalny (niderl. Gouverneur-Generaal); p.o.                     |
| 39. | 1757–1768                         |                     | Wigbold Crommelin                     | Gubernator Generalny (niderl. Gouverneur-Generaal)                           |
| 40. | 1768–1770                         |                     | Jan Nepveu                            | Gubernator Generalny (niderl. Gouverneur-Generaal); p.o.                     |
| 41. | 1770–1779                         |                     | Jan Nepveu                            | Gubernator Generalny (niderl. Gouverneur-Generaal)                           |
| 42. | 1779–1780                         |                     | Bernard Texier                        | Gubernator Generalny (niderl. Gouverneur-Generaal); p.o.                     |
| 43. | 1780–1783                         |                     | Bernard Texier                        | Gubernator Generalny (niderl. Gouverneur-Generaal)                           |
| 44. | 1783–1784                         |                     | Wolphert Jacob Beeldsnijder Matroos   | Gubernator Generalny (niderl. Gouverneur-Generaal); p.o.                     |
| 45. | 1784–1790                         |                     | Jan Gerard Wichers                    | Gubernator Generalny (niderl. Gouverneur-Generaal)                           |
| 46. | 1790–1792                         |                     | Juriaan François Frederici            | Komandor Gubernator Generalny (niderl. Kommandeur Gouverneur-Generaal); p.o. |
| 47. | 1792–1802                         |                     | Juriaan François Frederici            | Gubernator Generalny (niderl. Gouverneur-Generaal)                           |
| 48. | 1802–1803                         |                     | Willem Otto Bloys van Treslong        | Gubernator Generalny (niderl. Gouverneur-Generaal); p.o.                     |
| 49. | 1803–1804                         |                     | Pierre Berrangier                     | Komisarz Generalny (niderl. Commissaris-Generaal)                            |

| Lp. | Okres urzędowania | Portret lub zdjęcie | Gubernator             | Uwagi                                                     |
| --- | ----------------- | ------------------- | ---------------------- | --------------------------------------------------------- |
| 50. | 1804–1805         |                     | Charles Green          | Gubernator Generalny (niderl. Gouverneur-Generaal)        |
| 51. | 1805–1808         |                     | William Carlion Hughes | Porucznik-Gubernator (niderl. Luitenant-Gouverneur)       |
| 52. | 1808–1809         |                     | John Wardlau           | Porucznik-Gubernator (niderl. Luitenant-Gouverneur); p.o. |
| 53. | 1809–1811         |                     | Charles Graaf Bentinck | Gubernator Generalny (niderl. Gouverneur-Generaal)        |
| 54. | 1811–1816         |                     | Pinson Bonham          | Porucznik-Gubernator (niderl. Luitenant-Gouverneur)       |

| Lp.  | Okres urzędowania | Portret lub zdjęcie | Gubernator                                              | Uwagi                                                                              |
| ---- | ----------------- | ------------------- | ------------------------------------------------------- | ---------------------------------------------------------------------------------- |
| 55.  | 1816–1822         |                     | Cornelis Reinard Vaillant                               | Gubernator Generalny (niderl. Gouverneur-Generaal); p.o.                           |
| 56.  | 1822–1827         |                     | Abraham de Veer                                         | Gubernator Generalny (niderl. Gouverneur-Generaal)                                 |
| 57.  | 1827–1828         |                     | Johannes van den Bosch                                  | Komisarz Generalny (niderl. Commissaris-Generaal)                                  |
| 58.  | 1828–1831         |                     | Paulus Roelof Cantz'laar                                | Gubernator Generalny (niderl. Gouverneur-Generaal)                                 |
| 59.  | 1831              |                     | Evert Ludolph baron van Heeckeren                       | Gubernator Generalny (niderl. Gouverneur-Generaal); p.o.                           |
| 60.  | 1831–1838         |                     | Evert Ludolph baron van Heeckeren                       | Gubernator Generalny (niderl. Gouverneur-Generaal)                                 |
| 61.  | 1838–1839         |                     | Philippus de Kanter                                     | Gubernator Generalny (niderl. Gouverneur-Generaal); p.o.                           |
| 62.  | 1839–1842         |                     | Julius Constantijn Rijk                                 | Gubernator Generalny (niderl. Gouverneur-Generaal)                                 |
| 63.  | 1842              |                     | Philippus de Kanter                                     | Gubernator Generalny (niderl. Gouverneur-Generaal); p.o.                           |
| 64.  | 1842–1845         |                     | Burchard Jean Elias                                     | Gubernator Generalny (niderl. Gouverneur-Generaal)                                 |
| 65.  | 1845              |                     | Philippus de Kanter                                     | Gubernator Generalny (niderl. Gouverneur-Generaal); p.o.                           |
| 66.  | 1845–1852         |                     | Reinier Frederik Baron van Raders                       | Gubernator (niderl. Gouverneur)                                                    |
| 67.  | 1852              |                     | Philippus de Kanter                                     | Gubernator (niderl. Gouverneur); p.o.                                              |
| 68.  | 1852              |                     | Coenraad Barends                                        | Jako najstarszy członek Rady Kolonii                                               |
| 69.  | 1852–1855         |                     | Johann George Otto Stuart von Schmidt auf Altenstadt    | Gubernator (niderl. Gouverneur)                                                    |
| 70.  | 1855–1859         |                     | Charles Pierre Schimpf                                  | Gubernator (niderl. Gouverneur)                                                    |
| 71.  | 1859–1867         |                     | Reinhard Frans van Lausberge                            | Gubernator (niderl. Gouverneur)                                                    |
| 72.  | 1867–1873         |                     | Willem Hendrik Johan van Idsinga                        | Gubernator (niderl. Gouverneur)                                                    |
| 73.  | 1873–1882         |                     | Cornelis Ascanius van Sypesteyn                         | Gubernator (niderl. Gouverneur)                                                    |
| 74.  | 1882–1885         |                     | Johannes Herbert August Willem van Heerdt tot Eversberg | Gubernator (niderl. Gouverneur)                                                    |
| 75.  | 1885–1888         |                     | Hendrik Jan Smidt                                       | Gubernator (niderl. Gouverneur)                                                    |
| 76.  | 1888–1889         |                     | Warmolt Tonckens                                        | Gubernator (niderl. Gouverneur); p.o.                                              |
| 77.  | 1889–1891         |                     | Maurits Adriaan de Savornin Lohman                      | Gubernator (niderl. Gouverneur)                                                    |
| 78.  | 1891–1894         |                     | Titus Anthony Jacob van Asch van Wijck                  | Gubernator (niderl. Gouverneur)                                                    |
| 79.  | 1894              |                     | Warmolt Tonckens                                        | Gubernator (niderl. Gouverneur)                                                    |
| 80.  | 1894–1896         |                     | Titus Anthony Jacob van Asch van Wijck                  | Gubernator (niderl. Gouverneur)                                                    |
| 81.  | 1896–1899         |                     | Warmolt Tonckens                                        | Gubernator (niderl. Gouverneur)                                                    |
| 82.  | 1899              |                     | Jan Wouter van Oosterzee                                | Gubernator (niderl. Gouverneur)                                                    |
| 83.  | 1899–1902         |                     | Warmolt Tonckens                                        | Gubernator (niderl. Gouverneur)                                                    |
| 84.  | 1902–1905         |                     | Cornelis Lely                                           | Gubernator (niderl. Gouverneur)                                                    |
| 85.  | 1905              |                     | David Hendrick Havelaar                                 | p.o.                                                                               |
| 86.  | 1905–1908         |                     | Alexander Willem Frederik Idenburg                      |                                                                                    |
| 87.  | 1908              |                     | Pieter Hofstede Crull                                   | p.o.                                                                               |
| 88.  | 1908–1911         |                     | Dirk Fock                                               |                                                                                    |
| 89.  | 1911              |                     | Louis Marie Rollin Couquerque                           |                                                                                    |
| 90.  | 1911              |                     | Pieter Hofstede Crull                                   | p.o.                                                                               |
| 91.  | 1911–1916         |                     | Willem Dirk Hendrik van Asbeck                          |                                                                                    |
| 92.  | 1916–1919         |                     | Gerard Johan Staal                                      |                                                                                    |
| 93.  | 1919–1920         |                     | Lambertus Johannes Rietberg                             |                                                                                    |
| 94.  | 1920              |                     | Gerard Johan Staal                                      |                                                                                    |
| 95.  | 1920–1921         |                     | Lambertus Johannes Rietberg                             |                                                                                    |
| 96.  | 1921–1924         |                     | Aarnoud Jan Anne Aleid van Heemstra                     |                                                                                    |
| 97.  | 1924              |                     | Lambertus Johannes Rietberg                             |                                                                                    |
| 98.  | 1924–1925         |                     | Jan Luchies Nysingh                                     |                                                                                    |
| 99.  | 1925–1928         |                     | Aarnoud Jan Anne Aleid van Heemstra                     |                                                                                    |
| 100. | 1928–1933         |                     | Bram Rutgers                                            |                                                                                    |
| 101. | 1933–1944         |                     | Johannes Coenraad Kielstra                              | Johannes Cornelis Brons pełnił obowiązki gubernatora w latach 1935–1936, 1938–1939 |
| 102. | 1944–1948         |                     | Johannes Cornelis Brons                                 |                                                                                    |
| 103. | 1948–1949         |                     | Willem Huender                                          |                                                                                    |
| 104. | 1949–1954         |                     | Jan Klaasesz                                            |                                                                                    |

| Lp.  | Okres urzędowania | Portret lub zdjęcie | Gubernator            | Uwagi |
| ---- | ----------------- | ------------------- | --------------------- | ----- |
| 105. | 1954–1956         |                     | Jan Klaasesz          |       |
| 106. | 1956–1962         |                     | Jan van Tilburg       |       |
| 107. | 1962–1964         |                     | Archibald Currie      | p.o.  |
| 108. | 1964–1965         |                     | François Haverschmidt | p.o.  |
| 109. | 1965–1968         |                     | Henri Lucien de Vries |       |
| 110. | 1968–1975         |                     | Johan Ferrier         |       |